# Eupithecia junctifascia
Eupithecia junctifascia är en fjärilsart som beskrevs av Max Joseph Bastelberger 1907. Eupithecia junctifascia ingår i släktet Eupithecia och familjen mätare. Inga underarter finns listade i Catalogue of Life.